# Cztery ślubowania
Cztery (wielkie) ślubowania (lub Ślubowania bodhisattwy) są przyjmowane w buddyzmie mahajany:
1. Niezliczone istoty ślubuję wyzwolić.
2. Nieskończone ślepe namiętności ślubuję wykorzenić.
3. Niezmierzone Bramy Dharmy ślubuję przeniknąć.
4. Wielką Drogę Buddy ślubuję osiągnąć.